# Діа Саба
Діа Саба (івр. דיא סבע, араб. ديا سابا, нар. 18 листопада 1992, Мажд-ель-Курум) — ізраїльський футболіст, півзахисник еміратського клубу «Ан-Наср» (Дубай).
Виступав, зокрема, за клуби «Маккабі» (Тель-Авів) та «Маккабі» (Нетанья), а також національну збірну Ізраїлю.

## Клубна кар'єра
Народився 18 листопада 1992 року в місті Мажд-ель-Курум в арабо-мусульманській родині. Вихованець футбольної школи клубу «Бейтар Нес Тубрук».
У дорослому футболі дебютував 2011 року виступами за команду «Маккабі» (Тель-Авів), у якій провів один сезон, взявши участь у 2 матчах чемпіонату. 
Згодом з 2012 по 2014 рік грав у складі команд «Хапоель» (Беер-Шева), «Бней-Сахнін» та «Маккабі» (Петах-Тіква).
Своєю грою за останню команду привернув увагу представників тренерського штабу клубу «Маккабі» (Нетанья), до складу якого приєднався 2014 року. Відіграв за команду з Нетаньї наступні чотири сезони своєї ігрової кар'єри. Більшість часу, проведеного у складі «Маккабі», був основним гравцем команди. У складі «Маккабі» був одним з головних бомбардирів команди, маючи середню результативність на рівні 0,44 гола за гру першості.
Протягом 2018—2020 років захищав кольори клубів «Хапоель» (Беер-Шева) та «Гуанчжоу Фулі».
До складу клубу «Ан-Наср» (Дубай) приєднався 2020 року, де став першим ізраїльським легіонером в ОАЕ після нормалізації відносин між країнами. Станом на 16 грудня 2020 року відіграв за еміратську команду 9 матчів у національному чемпіонаті.

## Виступи за збірні
У 2011 році дебютував у складі юнацької збірної Ізраїлю (U-19), загалом на юнацькому рівні взяв участь у 4 іграх.
Протягом 2013–2014 років залучався до складу молодіжної збірної Ізраїлю. На молодіжному рівні зіграв у 9 офіційних матчах, забив 2 голи.
У 2018 році дебютував в офіційних матчах у складі національної збірної Ізраїлю.
| Дата       | Місто     | Господарі          | Результат | Гості     | Турнір                               | Голи | Примітки |
| ---------- | --------- | ------------------ | --------- | --------- | ------------------------------------ | ---- | -------- |
| 24-3-2018  | Нетанья   | Ізраїль            | 1 – 2     | Румунія   | товариський матч                     | -    | 46'      |
| 11-9-2018  | Белфаст   | Північна Ірландія  | 3 – 0     | Ізраїль   | товариський матч                     | -    | 59'      |
| 11-10-2018 | Хайфа     | Ізраїль            | 2 – 1     | Шотландія | Ліга націй УЄФА 2018-2019 - 1-й етап | -    | 46'      |
| 14-10-2018 | Хайфа     | Ізраїль            | 2 – 0     | Албанія   | Ліга націй УЄФА 2018-2019 - 1-й етап | 1    | 66'      |
| 15-11-2018 | Нетанья   | Ізраїль            | 7 – 0     | Гватемала | товариський матч                     | 2    | 55'      |
| 20-11-2018 | Глазго    | Шотландія          | 3 – 2     | Ізраїль   | Ліга націй УЄФА 2018-2019 - 1-й етап | -    | 73'      |
| 7-6-2019   | Лієпая    | Латвія             | 0 – 3     | Ізраїль   | Відбір до ЧЄ 2020                    | -    | 66'      |
| 10-6-2019  | Варшава   | Польща             | 4 – 0     | Ізраїль   | Відбір до ЧЄ 2020                    | -    | 72'      |
| 15-10-2019 | Беер-Шева | Ізраїль            | 3 – 1     | Латвія    | Відбір до ЧЄ 2020                    | -    | 76'      |
| 19-11-2019 | Скоп'є    | Північна Македонія | 1 – 0     | Ізраїль   | Відбір до ЧЄ 2020                    | -    | 35' 68'  |
| 11-10-2020 | Хайфа     | Ізраїль            | 1 – 2     | Чехія     | Ліга націй УЄФА 2020-2021 - 1-й етап | -    | 66'      |
| Усього     |           | Матчів             | 11        |           | Голів                                | 3    |          |

## Титули і досягнення
- Чемпіон Ізраїлю (1):

«Маккабі» (Хайфа): 2022–2023
- Володар Суперкубка Ізраїлю (1):

«Маккабі» (Хайфа): 2023